# Paul Joseph Barthez
Paul Joseph Barthez (Montpellier, 1734. december 11. – Párizs, 1806. október 15.) francia orvos.

## Élete
Orvosi tanulmányait szülővárosában végezte. Az orvosi oklevél megszerzése után Párizsba ment, ahol tehetségével korán elismerést szerzett magának. Katonaorvos lett, de közbejött betegsége miatt ezt az állást elhagyta, visszament Párizsba, ahol tudományos irodalmi működésnek szentelte magát. 1761-ben tanár lett a montpellieri egyetemen és itt mint gyakorló orvos is egyetemének európai hírt szerzett. Különböző okok következtében azonban elhagyta állását, Párizsba ment, ahol nagy örömmel fogadták, s ahol az orleansi hercegnek, majd a királynak udvari orvosa, tudományos akadémiai tag stb. lett. A forradalom kitörésekor elhagyta Párizst és különböző helyeken élt, mint gyakorló orvos. A köztársaság 9. évében újra tanár lett Montpellierben; 1805-ben visszatért Párizsba és élete végéig itt maradt. Ő volt a megalapítója a vitalizmus elméletének, mely elmélet a 19. század első évtizedeiben terjedt el a német orvostudományban is.

## Nevezetesebb művei
- Nova doctrina de functionibus corporis humani (1774)
- Nouveau élément de la science de l'homme (1778, 1806)
- Nouvelle mécanique des mouvements de l'homme et des animaux (1798, németül: 1800)